# Venezillo booneae
Venezillo booneae là một loài chân đều trong họ Armadillidae. Loài này được Van Name miêu tả khoa học năm 1936.